# Jamie Whincup
Jamie Whincup (ur. 6 lutego 1983 w Melbourne) – australijski kierowca wyścigowy startujący w wyścigach V8 Supercars. Siedmiokrotny mistrz tej serii w sezonach 2008, 2009, 2011, 2012, 2013, 2014 i 2017 oraz czterokrotny zwycięzca prestiżowego wyścigu Bathurst 1000 rozgrywanego w ramach tej serii.

## Życiorys

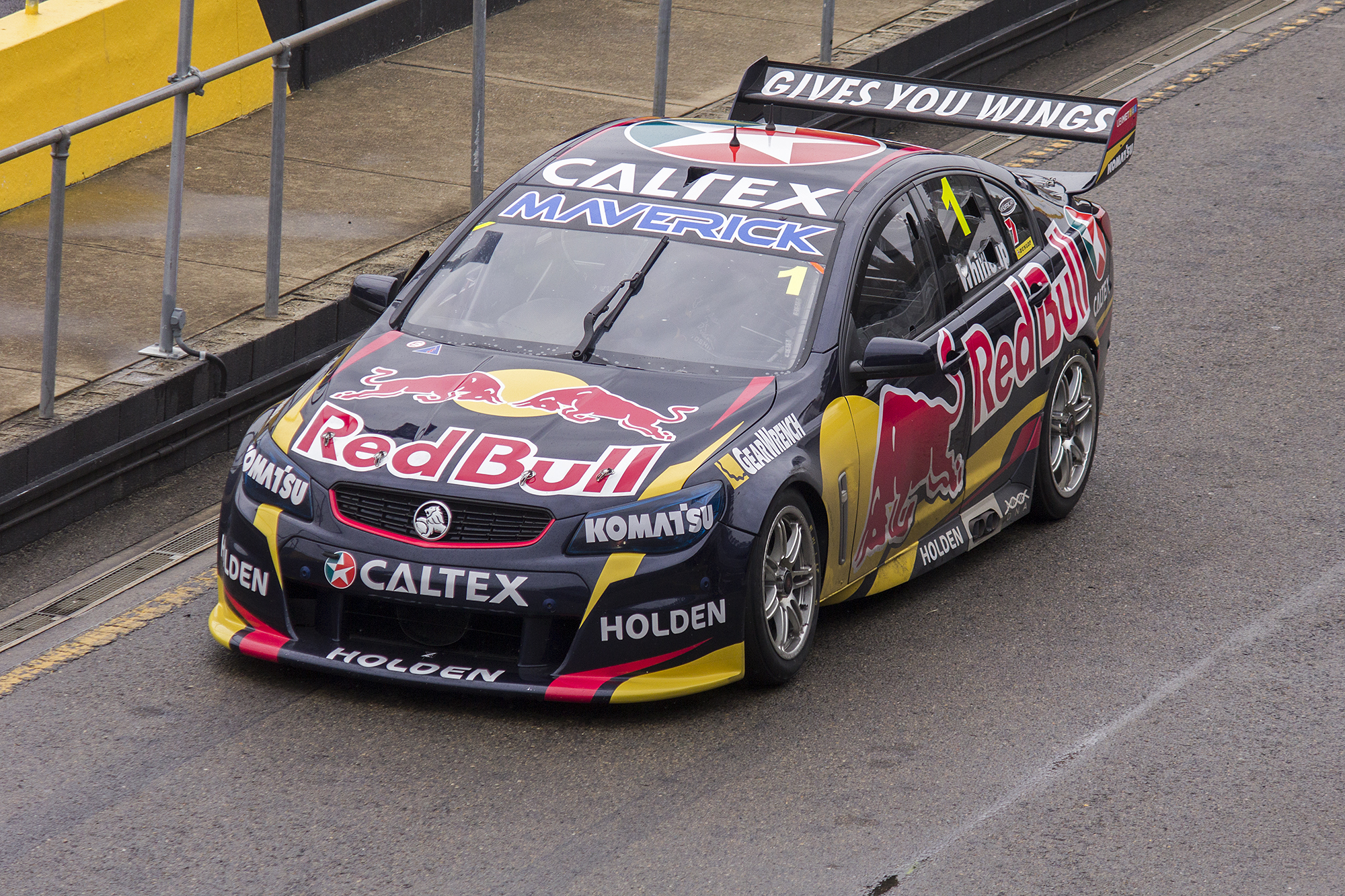
Jamie Whincup na torze Sydney Motorsport Park (2015)

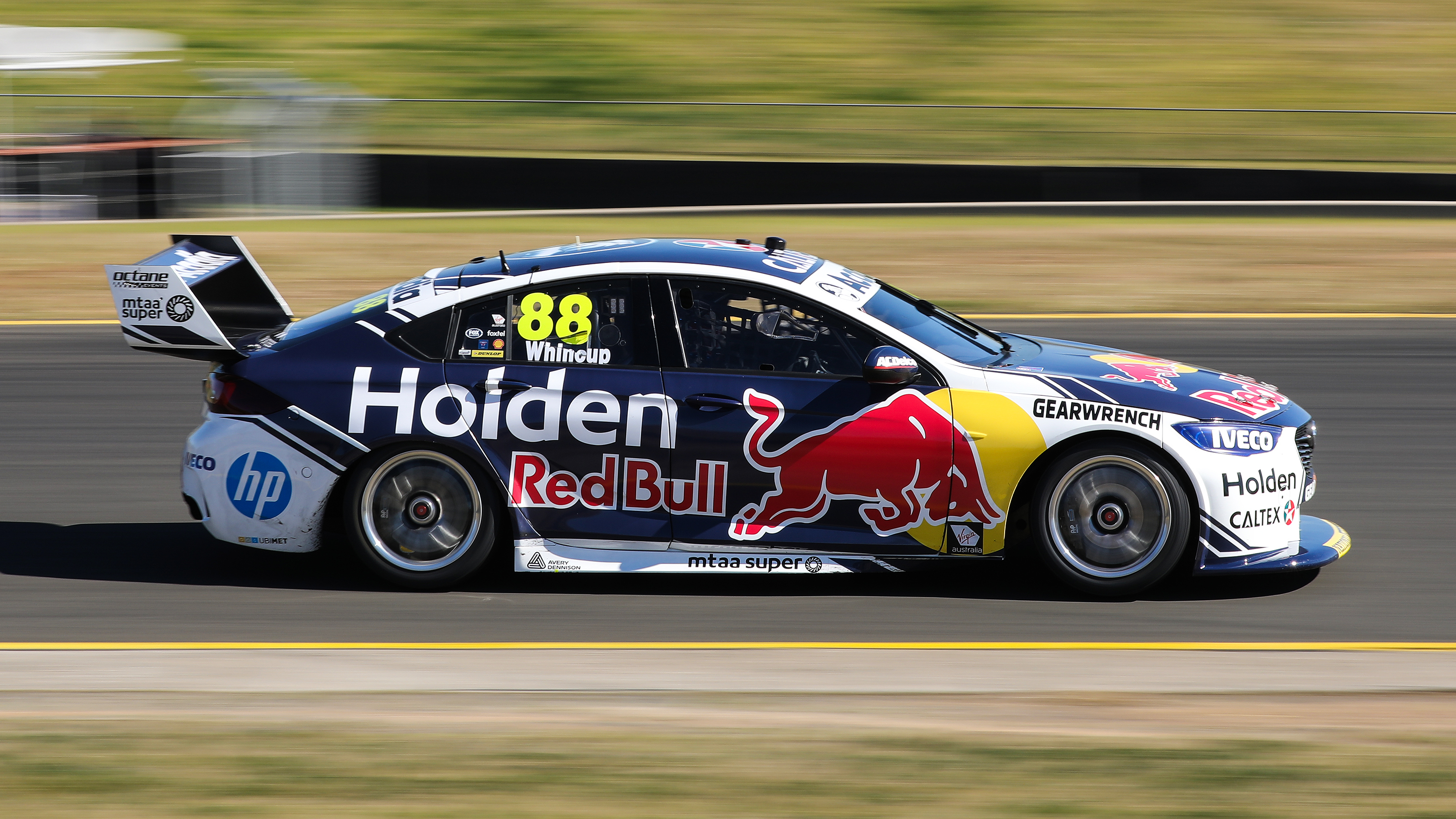
Jamie Whincup w 2019

Whincup rozpoczął ściganie od kartingu w wieku 7 lat. Odnosił w nim sporo sukcesów, m.in. zwyciężył w kategorii Intercontinental A w 1998 i w kategorii Formula A w 1999 roku. Następnym krokiem w karierze była Formuła Ford, gdzie zdobył tytuł mistrza Australii w 2002 roku.
W 2002 roku wystąpił też w swoich pierwszych wyścigach V8 Supercars. W następnym sezonie zaliczył pełny program startów jednak zajął odległe 27. miejsce i w 2004 roku nie znalazł dla siebie zatrudnienia w żadnym z zespołów. Wystartował jedynie w dwóch wyścigach długodystansowych (do każdego samochodu zgłaszani są w nich po dwaj kierowcy). W 2005 roku powrócił na stałe do serii, a kilka bardzo dobrych występów sprawiło, że od 2006 roku został zakontraktowany w jednym z czołowych zespołów – Triple Eight Race Engineering, w którego barwach zdobył tytuł mistrzowski w sezonach 2008, 2009, 2011, 2012, 2013, 2014 i 2017.

## Wyniki

### Podsumowanie
| Sezon | Seria                                   | Zespół                        | Starty | PP | Zwyc. | Punkty | Pozycja |
| ----- | --------------------------------------- | ----------------------------- | ------ | -- | ----- | ------ | ------- |
| 2000  | Victorian Formula Ford Championship     |                               |        |    |       |        | 5.      |
| 2001  | Australian Formula Ford Championship    |                               |        |    |       | 146    | 3.      |
| 2002  | Australian Formula Ford Championship    | Sonic Motorsport              | 16     | 2  | 8     | 243    | 1.      |
| 2002  | V8 Supercar Championship Series         | Garry Rogers Motorsport       | 2      | 0  | 0     | 26     | 63.     |
| 2003  | V8 Supercar Championship Series         | Garry Rogers Motorsport       | 22     | 0  | 0     | 906    | 27.     |
| 2004  | V8 Supercar Championship Series         | Perkins Racing                | 2      | 0  | 0     | 160    | 50.     |
| 2005  | V8 Supercar Championship Series         | Tasman Motorsport             | 30     | 0  | 0     | 1307   | 16.     |
| 2006  | V8 Supercar Championship Series         | Triple Eight Race Engineering | 32     | 0  | 2     | 2357   | 10.     |
| 2007  | V8 Supercar Championship Series         | Triple Eight Race Engineering | 37     | 1  | 5     | 623    | 2.      |
| 2008  | V8 Supercar Championship Series         | Triple Eight Race Engineering | 35     | 5  | 16    | 3332   | 1.      |
| 2009  | V8 Supercar Championship Series         | Triple Eight Race Engineering | 29     | 7  | 11    | 3349   | 1.      |
| 2010  | V8 Supercar Championship Series         | Triple Eight Race Engineering | 27     | 10 | 9     | 2990   | 2.      |
| 2011  | International V8 Supercars Championship | Triple Eight Race Engineering | 29     | 9  | 10    | 3168   | 1.      |
| 2012  | International V8 Supercars Championship | Triple Eight Race Engineering | 31     | 7  | 12    | 3861   | 1.      |
| 2013  | International V8 Supercars Championship | Triple Eight Race Engineering | 37     | 14 | 11    | 3094   | 1.      |
| 2014  | International V8 Supercars Championship | Triple Eight Race Engineering | 38     | 10 | 14    | 3364   | 1.      |
| 2015  | International V8 Supercars Championship | Triple Eight Race Engineering | 36     | 6  | 8     | 2647   | 5.      |
| 2016  | International V8 Supercars Championship | Triple Eight Race Engineering | 29     | 6  | 7     | 3168   | 2.      |
| 2017  | Supercars Championship                  | Triple Eight Race Engineering | 26     | 2  | 4     | 3042   | 1.      |
| 2018  | Supercars Championship                  | Triple Eight Race Engineering | 31     | 5  | 5     | 3433   | 3.      |
| 2019  | Supercars Championship                  | Triple Eight Race Engineering | 31     | 3  | 5     | 3208   | 3.      |
| 2020  | Supercars Championship                  | Triple Eight Race Engineering | 27     | 5  | 4     | 2049   | 4.      |